# Teya (sanger)
Teodora Špirić (født 12. april 2000), kendt professionelt som Teya og tidligere som Thea Devy, er en østrigsk sangerinde og sangskriver. 
Hun skal repræsenterede Østrig i Eurovision Song Contest 2023 sammen med Salena med sangen "Who the Hell Is Edgar?".